# Robert A. Katz
Robert A. Katz (* 7. Februar 1943 in Los Angeles, Kalifornien; † 22. Juni 2022 ebenda) war ein US-amerikanischer Filmproduzent und Filmschaffender, der 1988 für den von ihm produzierten Kurzfilm Shoeshine für einen Oscar nominiert war.

## Biografie
Katz wurde in Los Angeles geboren, wo er auch aufwuchs, die High School abschloss und aufs College ging. Für das United States Marine Corps war er als Pilot aktiv. Mitte der 1960er Jahre wurde er nach Israel abgestellt, wo er die Israelischen Luftstreitkräfte ausbildete. Nach seiner ehrenvollen Entlassung war er als Pilot auf dem afrikanischen Kontinent tätig, wo er mit Crews für Filmdokumentationen unterwegs war. Katz gründete mit Medcom, Inc. eine Firma für medizinische Bildung, ferner war er einer der ersten, die sich auf den Heimvideomarkt fokussierten. Er produzierte Übungsvideos mit Jane Fonda und Arnold Schwarzenegger.
Gleich mit dem ersten Film, den er produzierte, machte Katz 1987 nachdrücklich auf sich aufmerksam, da er für Shoeshine für einen Oscar nominiert wurde. Der Film zeigt ein zufällig zustande gekommenes Gespräch zwischen einem alten Schuhputzer und einem jungen Investmentbanker, in dem die Männer versuchen, dem jeweils anderen ihre  jeweilige Lebensphilosophie näherzubringen. Die Trophäe ging jedoch an Jonathan Sanger und Jana Sue Memel und deren Filmkomödie Ray’s Male Heterosexual Dance Hall, in der ein Arbeitsloser von seinem Freund in einen Tanzsaal für Herren mitgenommen wird, wo er erkennen muss, dass es von erheblicher Bedeutung ist, mit wem man tanzt, ob man am Ende einen guten Job bekommt.
Der Kriegsfilm Gettysburg von 1993, der die Geschehnisse der entsprechenden Schlacht thematisiert, wurde 1993 von einem Produktionsteam, zu dem auch Katz gehörte, produziert. Das Drehbuch geht auf Michael Shaaras mit dem Pulitzer-Preis ausgezeichneten Roman The Killer Angels zurück, der Ronald F. Maxwell, der auch Regie führte, als Vorlage für das von ihm verfasste Drehbuch diente. In der blutigsten Schlacht, die wohl je auf amerikanischem Boden ausgetragen wurde, verloren 5.500 Soldaten ihr Leben, knapp 39.000 wurden verwundet. An dem Filmdrama Selena – Ein amerikanischer Traum von 1997 von Gregory Nava mit Jennifer Lopez in der Titelrolle war Katz wiederum als Produzent beteiligt. Im Mittelpunkt des Films steht die durch ihren gewaltsamen frühen Tod in Mexiko und den USA zur Legende gewordene Sängerin Selena Quintanilla-Pérez. Im selben Jahr war Katz auch an der Fernseh-Miniserie Rough Riders von John Milius beteiligt, die sich mit Theodore Roosevelt, dem späteren 26. Präsidenten der Vereinigten Staaten, und den Rough Riders beschäftigt, dem 1. Freiwilligen-Kavallerieregiment während des Spanisch-Amerikanischen Krieges. Für die zwei Jahre später entstandene Filmbiografie Rising Star war Katz wiederum im Produzententeam. Der Film thematisiert die Lebensgeschichte der im Film von Halle Berry verkörperten Schauspielerin Dorothy Dandridge, die 1954 als erste farbige Darstellerin für ihre Rolle in dem Musicalfilm Carmen Jones eine Oscarnominierung in der Kategorie „Beste Hauptdarstellerin“ erhielt. 
Katz produzierte zudem zirka siebzig Dokumentarfilme für das französische und das amerikanische Fernsehen in Afrika. Er bildete eine Partnerschaft mit dem amerikanischen Filmproduzenten Moctesuma Esparza, mit dem er oft für Katz Productions in Los Angeles zusammengearbeitet hat.
Katz war zweimal verheiratet und hatte eine Stieftochter.

## Filmografie (Auswahl)
als Produzent oder Koproduzent
- 1987: Shoeshine (Kurzfilm)
- 1988: Telefon Terror (The Telephone)
- 1988: Hoxsey: How Healing Becomes a Crime (Dokumentarfilm)
- 1990: The Ambulance
- 1992: Great Performances (Fernsehserie, Folge A Bowl of Beings)
- 1993: Gettysburg
- 1994: Cisco Kid – Auf der Jagd nach dem Goldjungen (The Cisco Kid)
- 1995: Die Heiligen der letzten Tage (The Avenging Angel; Fernsehfilm)
- 1996: Kein Engel – Das Leben der Marlene Dietrich (Marlene Dietrich: Shadow and Light; Fernseh-Dokumentation)
- 1996: Lorca – Mord an der Freiheit (The Disappearance of Garcia Lorca)
- 1997: Selena – Ein amerikanischer Traum (Selena)
- 1997: Rough Riders (Fernseh-Miniserie, zwei Folgen)
- 1997: Hard Rock Live (Fernsehserie)
- 1998: Steve McQueen: The King of Cool (Fernsehdokumentation, auch Autor + Regie)
- 1998: Tod eines Showgirls (Butter)
- 1999: The Wonderful World of Disney (Fernsehserie, Folge Selma, Lord, Selma)
- 1999: Rising Star (VT: Die Geschichte der Dorothy Dandridge; Introducing Dorothy Dandridge; Fernsehfilm)
- 2000: Price of Glory
- 2003: Gods and Generals
- 2004: Puerto Vallarta Squeeze
- 2006: Sea of Dreams
- 2006: Walkout – Aufstand in L.A. (Walkout; Fernsehfilm)
- 2007: Stuck
- 2009: It’s Alive
- 2009: One Hot Summer
- 2012: Celebrity Crime Files (Fernsehserie, acht Folgen)
- 2015: Do You Believe?
- 2016: Rude Tube (Fernsehserie, Folge Welcome to 2017)
- 2019: Echo der Delphin: Eine Freundschaft fürs Leben
- 2021: Simone

verschiedene Funktionen
- 1989: Teen Witch (Teen Witch; Produktionsassistent)
- 1990: Lost Platoon – Das Kommando der Verlorenen (The Lost Platoon; Produktionskoordinator)
- 1997: VH1 Legends (Fernseh-Dokumentation, Folge The Who; Produktionsleiter)
- 2015: Cowboys and Heroes (Fernsehserie; Berater)

## Auszeichnungen
- Oscarverleihung 1988
  - Nominierung für den Kurzfilm Shoeshine in der Kategorie „Bester Kurzfilm“ (Live Action)
- The Stinkers Bad Movie Awards 1988 
  - Nominiert zusammen mit Moctesuma Esparza für den Stinker Award in der Negativkategorie „Schlechtester Film“ mit Telefon Terror
- Primetime Emmy Awards 2000 
  - Nominiert für den Primetime Emmy zusammen mit Moctesuma Esparza, Joshua D. Maurer, Halle Berry, Vincent Cirrincione und Larry Y. Albucher in der Kategorie „Hervorragender Fernsehfilm“ mit Rising Star